# Königswiesen (Austria)
Königswiesen – gmina targowa w Austrii, w kraju związkowym Górna Austria, w powiecie Freistadt. Liczy ok. 3,2 tys. mieszkańców.